# Наступление в Шах-Вали-Кот
Наступление в Шах-Вали-Кот — пятидневная операция войск ISAF во время войны в Афганистане, проводимая австралийским контингентом международной коалиции совместно с Афганской Национальной Армией, при воздушной поддержке американской авиации, с 10 по 14 июня 2010. Операция проходила в районе Шах-Вали-Кот провинции Кандагар.

## Предпосылки
Наступление в Шах-Вали-Кот было направлено против сил Талибана в регионе и было подготовлено силами ISAF, стремясь обеспечить безопасность в провинции Кандагар.. В операции принимали участие австралийские спецподразделения и солдаты Афганской Национальной Армией, поддержанные армейскими вертолётами США
.

## Ход операции
Австралийские коммандос 2-го диверсионного полка начали операцию 10 июня, однако позже их поддержали подразделения SASR, так как повстанцы начали контратаку. Борьба была особенно интенсивна во второй день операции, когда в австралийских и афганских солдат открыли огонь повстанцы во время их высадки из вертолётов. После пяти дней сражения повстанцы покинули район.
После операции представитель ISAF заявил, что в бою участвовало более 100 повстанцев . Командующий австралийскими силами на Ближнем Востоке, генерал-майор Джон Кэнтвелл заявил, что операция «нанесла сильный удар по повстанческим силам и внесла большой вклад в обеспечение безопасности сил ISAF, сосредоточенных в провинции Кандагар и соседних районах» и также повысит безопасность в провинции Урузган. Во время операции австралийские войска захватили большое количество оружия.

## Итоги
Министерство обороны Австралии утверждало, что во время операции было уничтожено «значительное количество повстанцев», но не предоставило конкретных данных. Один австралийский солдат и один афганский солдат были ранены вражеским огнём во время операции, также несколько вертолётов были повреждены. Представитель ISAF заявил, что ни одно гражданское лицо не были ранено во время операции.
Позже, во время дальнейших операций в регионе, 21 июня, потерпел крушение вертолёт США UH-60 на севере провинции Кандагар. Погибли 3 австралийских коммандос и американский пилот, семь австралийцев и американский член экипажа были серьёзно ранены.